# Пескопагано
Пескопага̀но (на италиански: Pescopagano) е село и община в Южна Италия, провинция Потенца, регион Базиликата. Разположено е на 954 m надморска височина. Населението на общината е 2006 души (към 2012 г.).